# Марки сбора с филателистических посылок

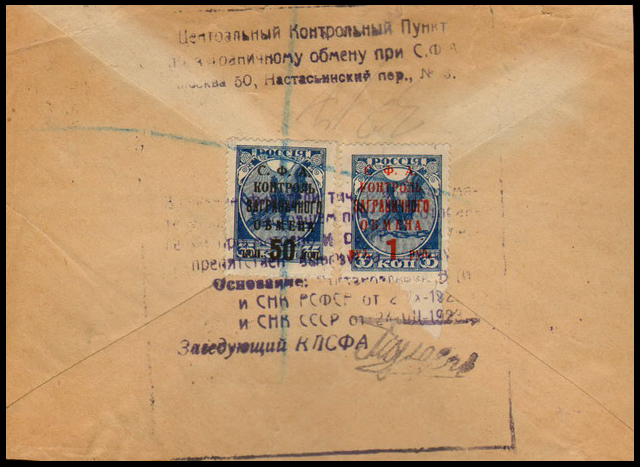
СССР (1932): Марки контрольного сбора по заграничному обмену СФА на почтовом отправлении

Ма́рки сбо́ра с филателисти́ческих посы́лок, или ма́рки контро́льного сбо́ра по заграни́чному обме́ну, — вид фискальных марок для уплаты обязательного сбора за пересылку за границу филателистического коллекционного материала или бон внутри почтовых отправлений. Наклеивались на почтовые отправления с вложениями таких материалов и гасились особыми контрольными штемпелями после проверки соответствия вложения сумме контрольного сбора. Выпускались в СССР с 1922 по 1933 год. Эти знаки обычно включаются в каталоги почтовых марок в специальный раздел.

## История и описание

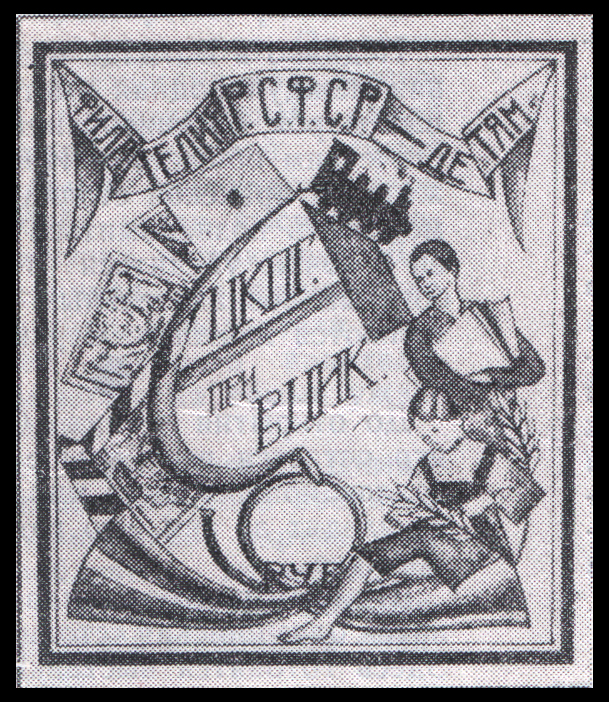
РСФСР (1922): Проект марки контрольного сбора по заграничному обмену ЦКПГ при ВЦИК

Постановлением ВЦИК и Совета народных комиссаров от 21 сентября 1922 года для коллекционеров устанавливался специальный сбор при заграничном обмене филателистическим материалом. ЦК Последгола при ВЦИК разрешался в связи с этим выпуск марок контрольного сбора. ЦК Последгол начал готовить к выпуску марки трёх номиналов, которыми должны были франкироваться сверх тарифа почтовые отправления с вложенными в них филателистическими материалами. На миниатюры предполагалось поместить следующий рисунок: посередине советский герб — серп и молот с надписью: «ЦКПГ при ВЦИК», внизу под ними почтовые рожки с обозначением в их завитках стоимости марки, слева — пограничный столб в виде открытого шлагбаума, вдоль серпа с внешней его стороны идут советские марки, сцепленные друг с другом и впереди с конвертом и паровозом крючками наподобие вагонов, далее на наклонной плоскости молотка — паровоз, везущий марки-конверт-вагоны, справа от герба — дети: мальчик стоит с альбомом и девочка сидит с прислонённым к ней колосом пшеницы, вверху марки лента с надписью «Филателия РСФСР — детям». Однако эти марки в обращение не поступили.

### Выпуск 1922 года

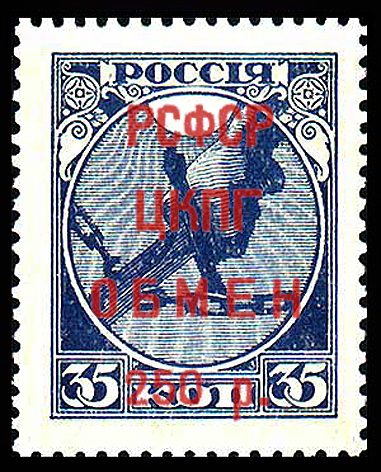
РСФСР (1922): Марка контрольного сбора по заграничному обмену ЦКПГ при ВЦИК

Чтобы организовать заграничный обмен, не ожидая изготовления специальных марок, по соглашению с Народным комиссариатом почт и телеграфов, для этих целей решили использовать первые марки РСФСР, номиналами в 35 и 70 копеек. Согласно инструкции, эти марки передавались в распоряжение Уполномоченного ЦК Последгол при ВЦИК по марочным пожертвованиям. Коллекционеры, желающие вести заграничный обмен, должны были предварительно зарегистрировать свои коллекции у Уполномоченного ЦК Последгол при ВЦИК по марочным пожертвованиям. Все почтовые отправления с вложенными в них филателистическими материалами для заграничного обмена поступали на просмотр Уполномоченному или в соответствующие местные органы и франкировались за счёт отправителя или получателя (по соглашению) почтовыми марками и марками контрольного сбора. Во избежание задержки в отсылке обменных отправлений каждым коллекционером вносился аванс. Без наклеек марок контрольного сбора письма не доставлялись.
В 1922 году при заграничном обмене коллекционерами филателистическим материалом устанавливались следующие тарифы специального сбора:
- до 500 франков — 250 рублей
- от 500 до 1000 франков — 500 рублей
- от 1000 до 2000 франков — 1000 рублей.

Пересылка на сумму свыше 2000 франков не разрешалась. Оценка производилась по каталогу «Ивер» текущего года.
В 1922 году по заказу Уполномоченного ЦКПГ при ВЦИК по марочным пожертвованиям в России и за границей по соглашению с Наркомпочтелем на марках в 35 и 70 копеек выпуска 1918 года были сделаны типографские надпечатки красной краской «РСФСР ЦКПГ — обмен» и сумма сбора соответственно — 250 и 500 рублей.

### Выпуск 1923 года

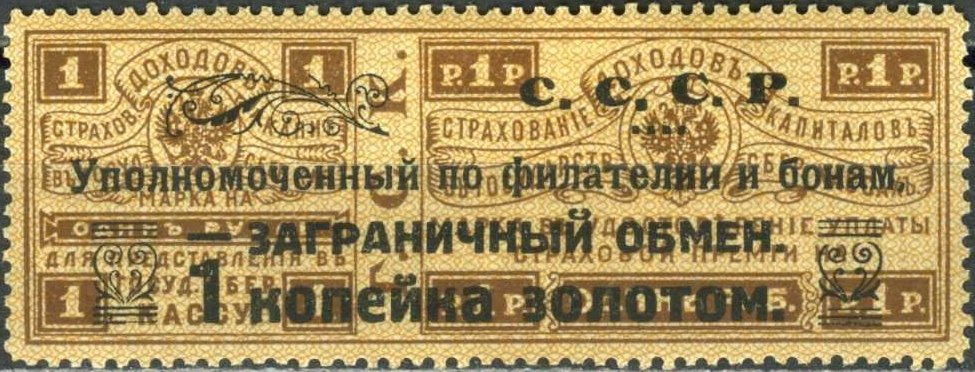
СССР (1923): марка контрольного сбора по заграничному обмену ОУФБ

С 1 декабря 1923 года устанавливались новые тарифы в золотой валюте для заграничного обмена филателистическим материалом и бонами. Филателистические вложения обкладывались следующим сбором:
- до 500 франков — 3 копейки золотом
- от 500 до 1000 франков — 6 коп. золотом
- от 1000 до 2000 франков — 12 коп. золотом.

Пересылка на сумму свыше 2000 франков не разрешалась. Цены на марки устанавливались по каталогу «Ивер» текущего года.
Вложения бон:
до 25 рублей золотом — 3 коп. золотом
от 25 до 50 руб. золотом — 6 коп. золотом
от 50 до 100 руб. золотом — 12 коп. золотом.
Вложения свыше 100 рублей золотом не разрешались. Оплата производилась по курсу Котировальной Комиссии Госбанка СССР в день уплаты сбора.
В связи с этим 1 декабря 1923 года вышли новые марки контрольного сбора для заграничного обмена. На марках страхового сбора Российской империи была сделана надпечатка: «СССР. Уполномоченный по филателии и бонам. Заграничный обмен» и сумма сбора. Бывшие до этого времени в обращении марки контрольного сбора аннулировались. В это же время был введён в употребление новый штемпель гашения марок контрольного сбора.

### Выпуск 1925 года

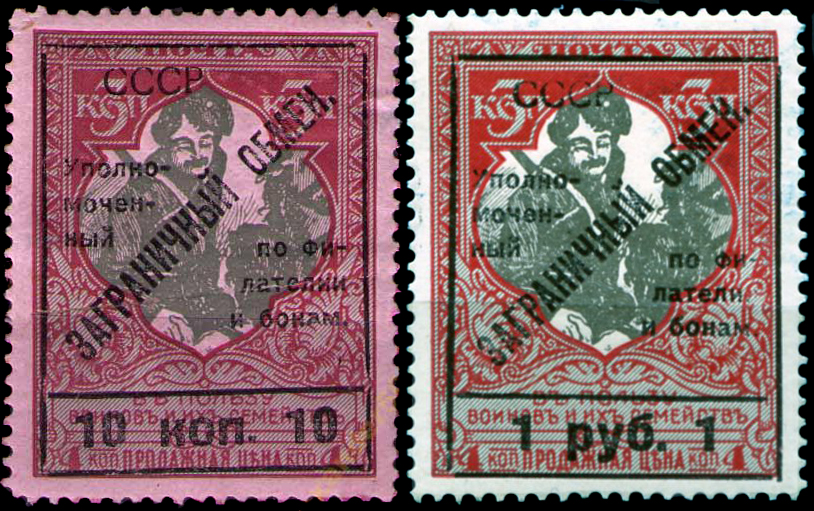
СССР (1925): марки контрольного сбора по заграничному обмену ОУФБ

14 декабря 1924 года Уполномоченным по филателии и бонам устанавливались новые тарифы на филателистические вложения:
- до 100 фр. — 5 коп.
- до 200 фр. — 10 коп.
- до 250 фр. — 15 коп.
- до 300 фр. — 25 коп.
- до 500 фр. — 50 коп.
- до 750 фр. — 75 коп.
- до 1000 фр. — 1 руб.
- до 1500 фр. — 1 руб. 50 коп.
- до 2000 фр. — 2 руб. 50 коп.

В соответствии с новыми тарифами в 1925 году были сделаны типографские надпечатки чёрной краской на почтово-благотворительных марках Российской империи выпуска 1914—1915 годов: «СССР. Уполномоченный по филателии и бонам. Заграничный обмен» и сумма сбора.
В 1925—1926 годах тарифы были несколько снижены и шкала выглядела следующим образом:
- до 100 фр. — 5 коп.
- до 200 фр. — 10 коп.
- до 300 фр. — 15 коп.
- до 500 фр. — 25 коп.
- до 1000 фр. — 75 коп.
- до 1500 фр. — 1 руб. 25 коп.
- до 2000 фр. — 2 руб.

На филателистические вложения свыше 2000 фр. — по 50 коп. за каждые 500 фр. Пересылка филателистического материала на сумму свыше 5000 фр. не разрешалась. Оценка производилась по каталогу «Ивер».

### Выпуск 1928 года
С 1 января 1928 года, в связи с упразднением контрольного пункта СФА, все отправления с филателистическим материалом направлялись непосредственно с адреса коллекционеров. Желающие продолжать обмен через СФА могли делать это на прежних условиях.
В 1928 году для оплаты зарубежного обмена стали использоваться марки третьего стандартного выпуска РСФСР с типографской надпечаткой чёрной краской: «Контроль СФА заграничного обмена» и сумма сбора. На марках была сделана примитивная перфорация.
В 1929 году филателистические и бонные материалы, отправляемые за границу членами ВОФ на сумму свыше 5000 фр., не разрешались, а плата за филателистические вложения устанавливалась следующая:
- до 300 фр. — 5 коп.
- до 400 фр. — 10 коп.
- до 750 фр. — 20 коп.
- до 1000 фр. — 50 коп.
- до 1500 фр. — 1 руб.
- до 2000 фр. — 2 руб.
- до 3000 фр. — 4 руб.
- до 4000 фр. — 6 руб. 50 коп.
- до 5000 фр. — 10 руб.

Оценка бонного материала производилась по последнему каталогу СФА. Бонные вложения:
- до 20 руб. — 5 коп.
- до 33 руб. — 10 коп.
- до 50 руб. — 20 коп.
- до 75 руб. — 50 коп.
- до 100 руб. — 1 руб.
- до 150 руб. — 2 руб.
- до 250 руб. — 4 руб.
- до 350 руб. — 6 руб. 50 коп.
- до 500 руб. — 10 руб.

Коллекционеры, не являющиеся членами ВОФ, облагались специальным сбором в тройном размере. Отделения ВОФ, ведущие коллективный обмен, пользовались 30 % скидкой со ставок сбора.
Марки мелких номиналов, очевидно, были изготовлены в недостаточном количестве, и уже к концу 1928 года на крупных контрольных пунктах, например в Москве, их стало не хватать. Чтобы выйти из затруднительного положения, практиковалось разрезание пополам марок более высокого достоинства.
| Марка контрольного сбора по заграничному обмену СФА (1928)                                            |
| --- |
| |
| Закрытое письмо с филателистическим вложением, прошедшее контроль СФА (ЦФА [АО «Марка»] #К14; Mi #15) |

### Выпуски 1931 и 1932 года

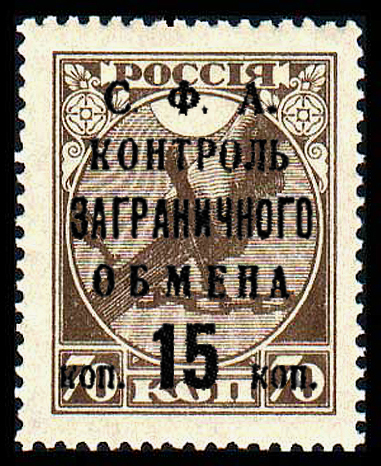
СССР (1932): Марка контрольного сбора по заграничному обмену СФА

В декабре 1931 года в контрольном пункте по заграничному обмену были израсходованы все контрольные марки низких номиналов. К этому времени были уже получены марки нового образца, но по согласованию с таможнями они вводились в действие с 1 января 1932 года. В связи с этим была сделана переоценка марок предыдущего выпуска путём наложения надпечаток каучуковым штемпелем в «10 коп.» чёрной краской на марке в 25 коп. (10 коп. на 25 коп. но 300 руб.). Этими марками корреспонденция оплачивалась только до 1 января 1932 года.
С 1 января 1932 года устанавливались следующие тарифы специального сбора на филателистические материалы:
- до 300 фр. — 15 коп.
- до 500 фр. — 25 коп.
- до 750 фр. — 40 коп.
- до 1000 фр. — 1 руб.
- до 1500 фр. — 1 руб. 50 коп.
- до 2000 фр. — 2 руб. 75 коп.
- до 3000 фр. — 5 руб.
- до 4000 фр. — 7 руб. 50 коп.
- до 5000 фр. — 12 руб.

Пересылка филателистического материала в одном письме свыше 5000 фр. не разрешалась. Оценка производилась по каталогу «Ивер» на текущий год.
Оценка отправляемого за границу бонного материала производилась по последнему каталогу СФА. Бонные вложения:
- до 20 руб. — 15 коп.
- до 33 руб. — 25 коп.
- до 50 руб. — 40 коп.
- до 75 руб. — 1 руб.
- до 100 руб. — 1 руб. 50 коп.
- до 150 руб. — 2 руб. 75 коп.
- до 250 руб. — 5 руб.
- до 350 руб. — 7 руб. 50 коп.
- до 550 руб. — 12 руб.

Коллекционеры, не состоящие членами ВОФ, облагались сбором в тройном размере. Отделения ВОФ, ведущие коллективный заграничный обмен, пользовались 30 % скидкой со ставок сбора.
С 1 января 1932 года в обращение вводились новые марки контрольного сбора номиналами: 15, 25, 50 копеек и 1 рубль. Бывшие до этого времени в обращении марки контрольного сбора аннулировались. Использовались марки в 35 и 70 копеек выпуска 1918 года с типографской надпечаткой: «СФА контроль заграничного обмена» и сумма сбора. В апреле 1933 года серию дополнили марками с новыми номиналами: 5 и 10 копеек, 3, 5 и 10 рублей.
В 1938 году, в связи с запретом на международный обмен, марки были изъяты. Большинство коллекционеров, проводивших заграничный обмен, и руководство СФА подверглись необоснованным репрессиям.

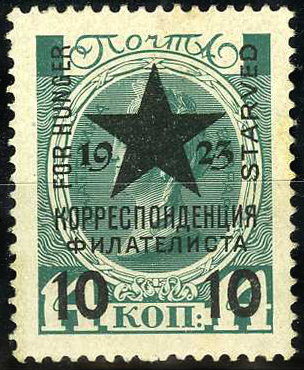
Марка контрольного сбора Дальневосточного отдела Уполномоченного по филателии и бонам (1923)

| Марки контрольного сбора по заграничному обмену СФА (1932—1933) |
| --------------------------------------------------------------- |
|                                                                 |
| (ЦФА [АО «Марка»] #К20-К29; Mi #21-30)                          |

### Выпуск Дальневосточного отдела
В 1923 году Дальневосточный отдел Уполномоченного по филателии и бонам выпустил 5 служебных марок контрольного сбора для заграничного филателистического обмена. На марках Российской империи 17-го, 18-го и 21-го выпусков была сделана литографская надпечатка чёрной краской звезды и текста на русском или английском языках: «1923 Для корреспонденции филателиста» или «For hunger starved 1923 Корреспонденция филателиста». Вскоре они были изъяты по распоряжению центральной организации. Письма, прошедшие почту с такими марками, на сегодняшний день являются большой редкостью.